# Ken Broderick
Kenneth Lorne "Ken" Broderick, född 16 februari 1942 i Toronto, Ontario, död 13 mars 2016 i Niagara Falls, Ontario, var en kanadensisk ishockeyspelare.
Broderick blev olympisk bronsmedaljör i ishockey vid vinterspelen 1968 i Grenoble.